# Fuerte Nogales

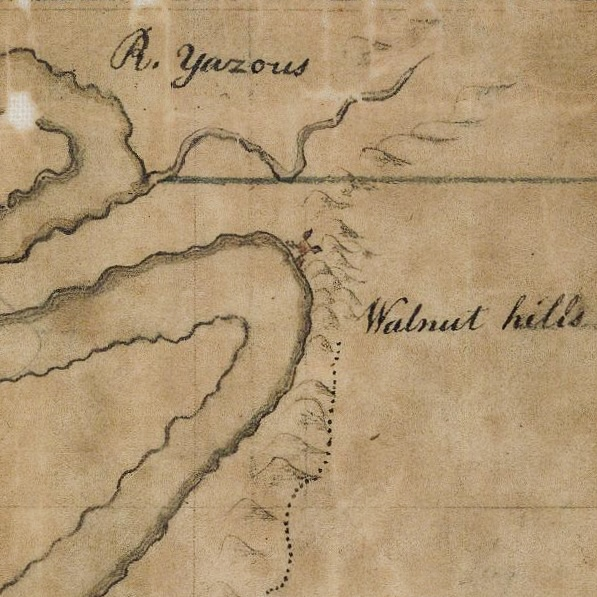
Fuerte cerca de Walnut Hills c. 1800

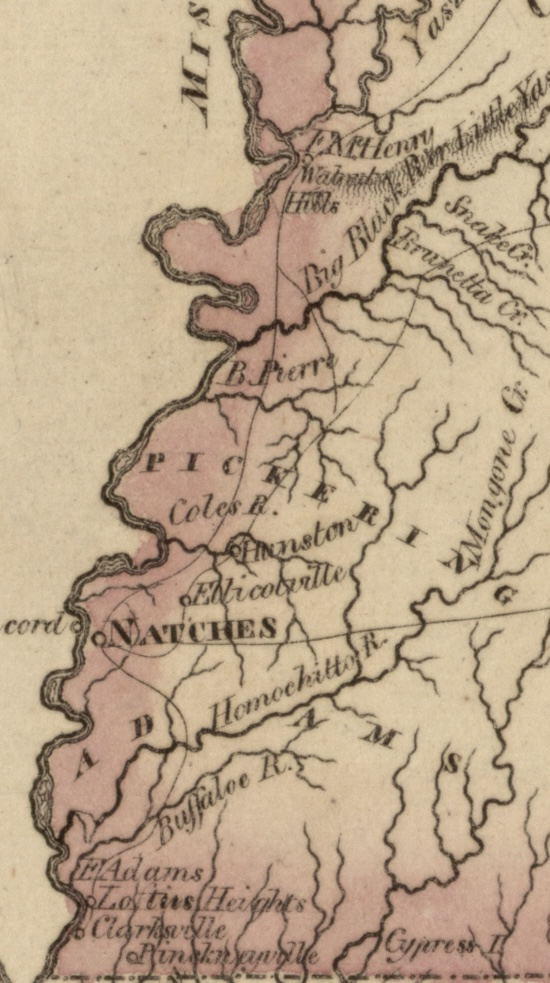
Fuerte McHenry c. 1800 en el distrito estadounidense de Natchez

Fuerte Nogales fue un fuerte del siglo XVIII, época de la Florida Occidental española, denominado Fort McHenry o Spanish Fort bajo control de los Estados Unidos, situado en Vicksburg, condado de Warren, Misisipi.

## Historia
La mesa o promontorio situada en la confluencia de los ríos Yazoo y Misisipi se encontraba en la región de los indígenas Natchez, bajo la influencia de la Luisiana francesa. El precedente del fuerte Nogales fue el fuerte francés St. Pierre (1719-1729) en Redwood, condado de Warren.

### Época española (1783-1795)
La región estuvo bajo soberanía británica por la victoria inglesa en la guerra de los Siete Años. Gracias a la victoria española sobre los británicos en la guerra de Independencia de Estados Unidos, la región de Florida occidental pasó a soberanía española en 1783. En 1791 España logró un acuerdo con los choctaw que permitiera el uso del Camino de Natchez, que permitía acceder y comerciar con las regiones norteñas del actual Tennessee. El fuerte Nogales se construyó en 1791, y formaba parte de un sistema defensivo que también incluía el Fuerte Gayoso (en honor al gobernador de Natchez Manuel Gayoso), Fuerte San Ignacio, Fuerte Monte Vigie y Fuerte Pan de Azúcar en las colinas circundantes. El gobernador del Territorio del Suroeste estadounidense William Blount fue informado de las obras de construcción de los fuertes, viviendas para la guarnición y almacenes y de la presencia de un cañonero. Además, fue informado de que los fuertes Nogales, Pan de Azúcar y Monte Vignié contaban con artillería, siendo el Nogales el principal.
Para 1796 contaba con una dotación de ochenta hombres. El explorador francés Georges Henri Victor Collot, quien recorriera el Mississipi para vender sus mapas al mejor postor, menospreció el sistema de fortificaciones español añadiendo que estaba disperso y podía ser atacado con relativa facilidad.
John Turnbull obtuvo una licencia para ejercer el comercio de pieles con los choctaw especialmente pieles de, nutria, mapache, gato montés, zorro y oso. : 63–64 
El Tratado de Fort Nogales entre el gobernador español Manuel Gayoso y los choctaw, chickasaw, cherokee y muscogee se firmó allí en 1793, reafirmando "los tratados de alianza y comercio hispano-indios de 1784"  Los tratados eran acuerdos de defensa mutua que prometían "suministros y regalos anuales a las tribus", con la intención geopolítica más amplia de obligar a los colonos angloamericanos "a mantenerse fuera de las tierras indígenas" y de la región de Luisiana en general. Finalmente, España perdió la soberanía de la Florida Occidental por encima del paralelo 31N en favor de los Estados Unidos en virtud del Tratado de San Lorenzo (1795).

### Época estadounidense (1795-1798)
Los estadounidenses comenzaron el reconocimiento de la región de Natchez o Natchez District enviando al agrimensor Andrew Ellicott en 1797. Para 1798 los españoles habían evacuado totalmente el fuerte, siendo Elias Beauregard su último capitán. El ejército de los EE. UU. ocupó la zona del fuerte Nogales con tropas al mando del mayor Kersey, el general Wilkinson o el oficial Jean François Hamtramck. Sin embargo, el fuerte no se reconstruyó y el Fort Adams (condado de Wilkinson) fue edificado como cuartel general de Wilkinson. A los aproximadamente 15 colonos que vivían alrededor del fuerte pronto se les unió una colonia de estadounidenses, principalmente procedentes de Virginia. Hasta 1849 el lugar que hubo ocupado el fuerte Nogales pasó a denominarse Spanish fort o fort McHenry en las operaciones de compra de terrenos de la Yazoo Company.

### Asedio de Vicksburg (1863)
La antigua ubicación de Fort Mount Vigie, llamada Fort Hill, tuvo un papel clave en la batalla de la guerra civil estadounidense conocida como el asedio de Vicksburg en 1863, porque anclaba "el flanco izquierdo confederado en el río Mississippi, [y] sus cañones dominaban tanto el flanco derecho de la Unión como el río".

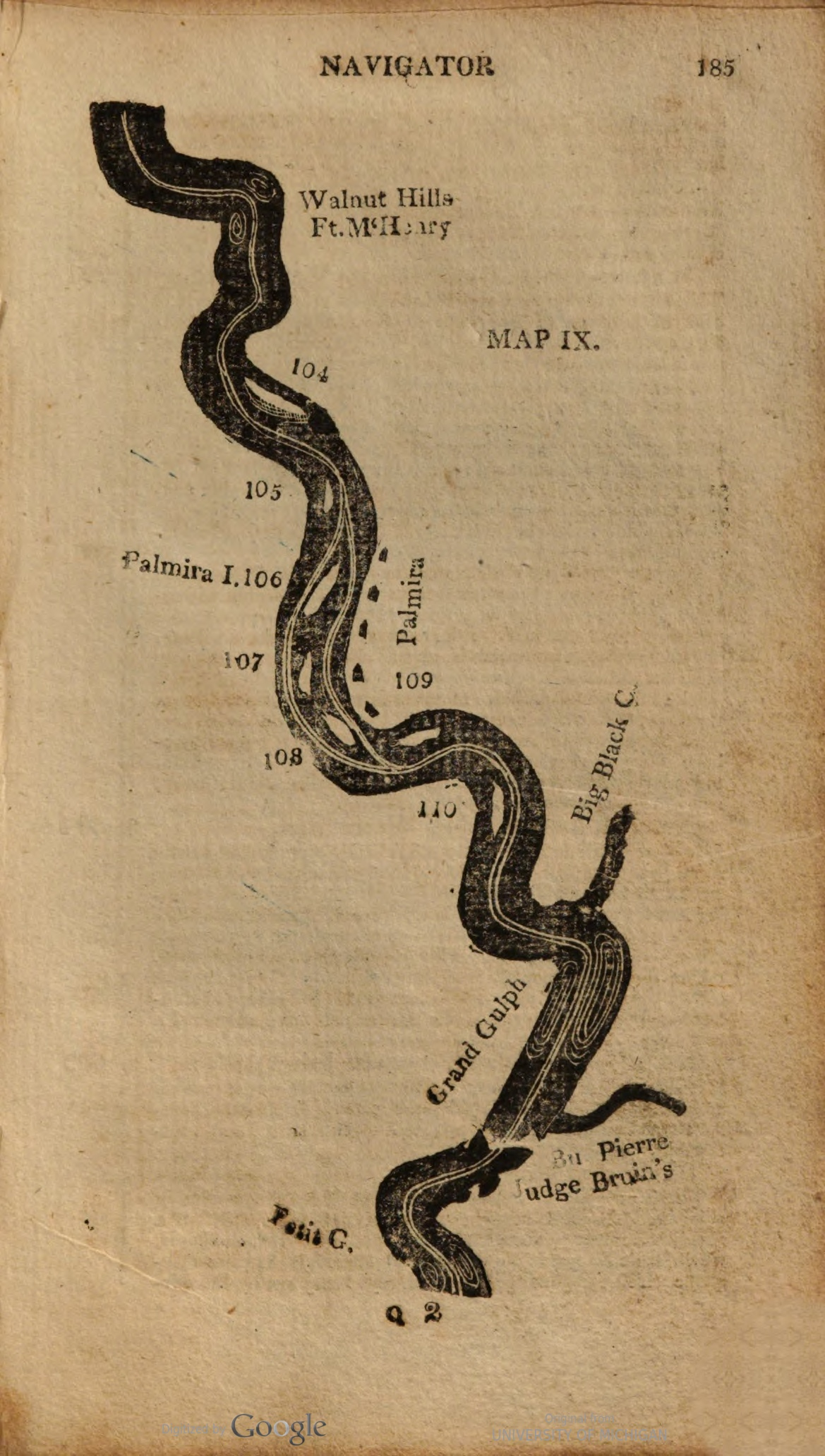
Mapa IX del río Misisipi de El Navegante de Zadok Cramer

## Descripción
El fuerte Nogales un recinto formado en el lado del río por un muro de mampostería de doce pies de alto y cuatro pies de espesor, y en el lado de tierra una zanja de cuatro pies de ancho y tres de profundidad, y empalizadas de doce pies de alto. La batería del río contaba con doce cañones, y un fortín con cuatro obuses se situó en una eminencia en la parte trasera, dentro del cuadrángulo, dentro del cual también se encontraban un polvorín, la casa del comandante y barracones para doscientos hombres". 
Cuando Estados Unidos organizó el Territorio de Misisipi en 1798 el lugar pasó a denominarse Fort McHenry o Spanish Fort. Sin embargo, el fuerte fue abandonado y para 1809 no quedaba más que el testimonio de unas empalizadas de tierra.